# Calliades
Calliades este un gen de fluturi din familia Hesperiidae. 

## Specii
- Calliades oryx (C. & R. Felder, 1862) Brazilia
- Calliades zeutus (Möschler, 1879) Mexic, Columbia, Panama